# Ulosa capblancensis
Ulosa capblancensis is een gewone sponsensoort uit de familie van de Esperiopsidae. De wetenschappelijke naam van de soort is voor het eerst geldig gepubliceerd in 2012 door Van Soest, Beglinger & De Voogd.